# Ober-Bessinger Pforte

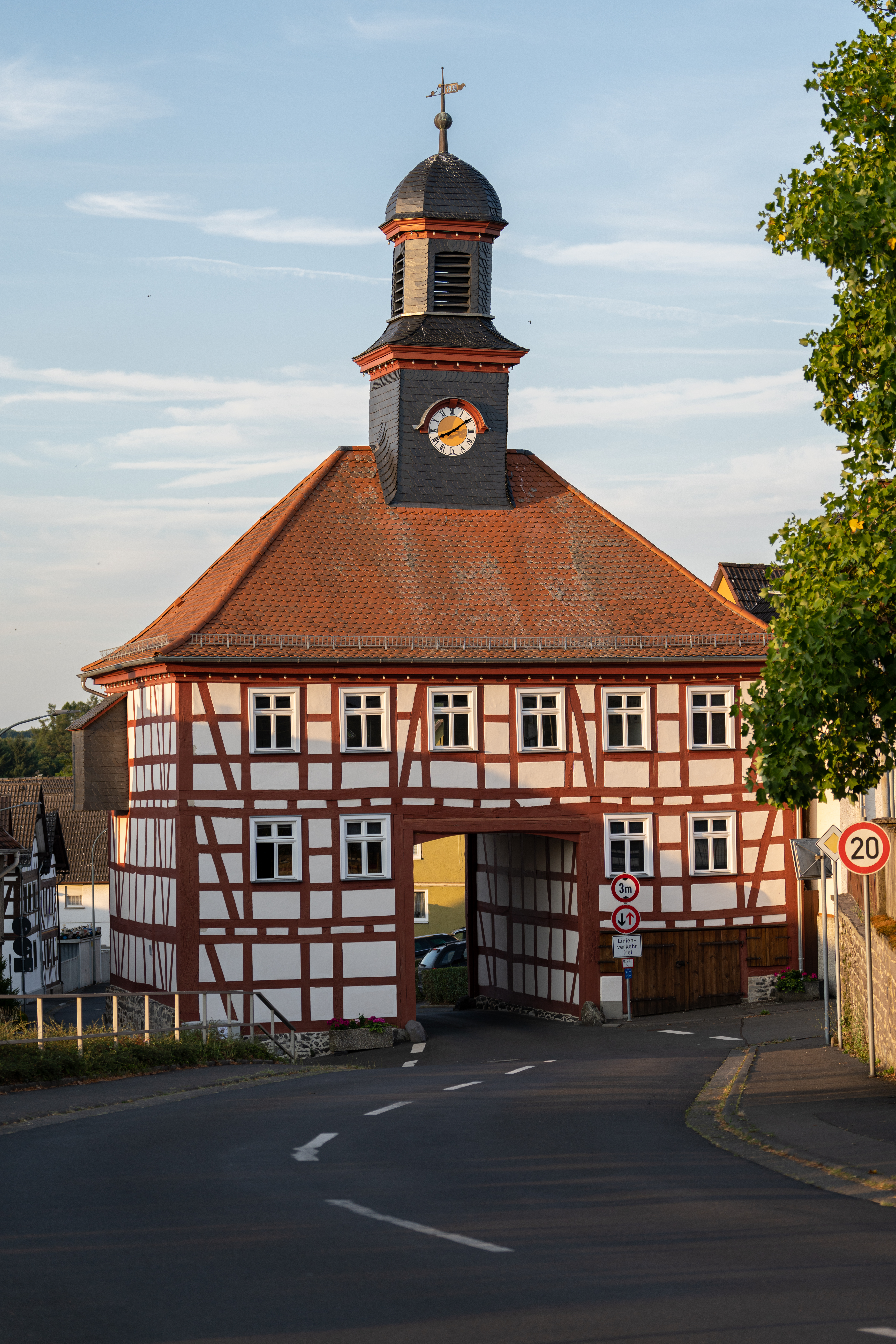
Ober-Bessinger Pforte von Südwesten

Die Ober-Bessinger Pforte in Ober-Bessingen, einem Stadtteil von Lich im Landkreis Gießen (Hessen), ist ein 1782 erbautes Torhaus. Es ist eines der wenigen in hessischen Dörfern erhaltenen Torhäuser.
Das Gebäude in der Ortsstraße 35 (Flur 1, Flurstück 289) bildete ursprünglich den Abschluss der nach Südosten laufenden alten Hauptstraße. Das Tor konnte bei Nacht geschlossen werden. Ein 1593 errichteter Vorgängerbau erlag, wie die meisten Häuser in Ober-Bessingen, bei einem Brand am Kirchweihfest 1675 den Flammen. Die kurz zuvor im Jahr 1669 zugefügten Glocken und Uhrwerk fielen den Flammen ebenfalls zum Opfer. Der Torbau wurde 1782 an gleicher Stelle errichtet.
Das ehemals verputzte Fachwerktorhaus ist mit konstruktivem Fachwerk symmetrisch aufgebaut und hat sechs Fensterachsen mit annähernd quadratischen Fenstern bei zweieinhalb Stockwerken. Unter den mittleren beiden Fenstern des obersten Stockes durchschneidet eine zweigeschossige Durchfahrt das Gebäude. Ein zweigeschossiger Dachreiter mit einem quadratischen und einem achteckigen Stockwerk wird von einer kuppelartigen Haube bekrönt. Der Dachreiter ruht auf einem weit auskragenden Walmdach. Der Turm war außen mit einer Uhr versehen.
Das Gebäude diente in der Vergangenheit als Schulhaus, Rathaus, Amtssitz des Bürgermeisters und im Erdgeschoss als Feuerwehrhaus und Lagerraum von Pfadfindern. 1988 erfolgte eine Renovierung, 1995 wurde die Wetterfahne erneuert. Wenige Jahre nach der Jahrtausendwende zog der letzte Bewohner aus dem Haus aus, seitdem steht es leer.
Seit dem 11. April 2017 wird die Pforte von Grund auf renoviert, die Kosten werden auf 800.000 EUR geschätzt. Nach Abschluss der Renovierungen soll die Pforte sowohl als Pilgerherberge für den Lutherweg 1521 als auch für ein Rot-Kreuz-Museum genutzt werden. Für Pflege und Instandhaltung des Gebäudes wurde 2016 der Verein „Pforte 1782 Ober-Bessingen“ gegründet.
Die Ober-Bessinger Pforte ist aus geschichtlichen, städtebaulichen und künstlerischen Gründen als hessisches Kulturdenkmal ausgewiesen.